# تشسکی دوب
تشسکی دوب (به چکی: Český Dub) یک منطقهٔ مسکونی و شهرستان دارای شهرک سابقاً روستا در جمهوری چک است که در ناحیه لیبرتس واقع شده‌است. تشسکی دوب ۲٬۷۷۳ نفر جمعیت دارد.